# Heimo Zobernig

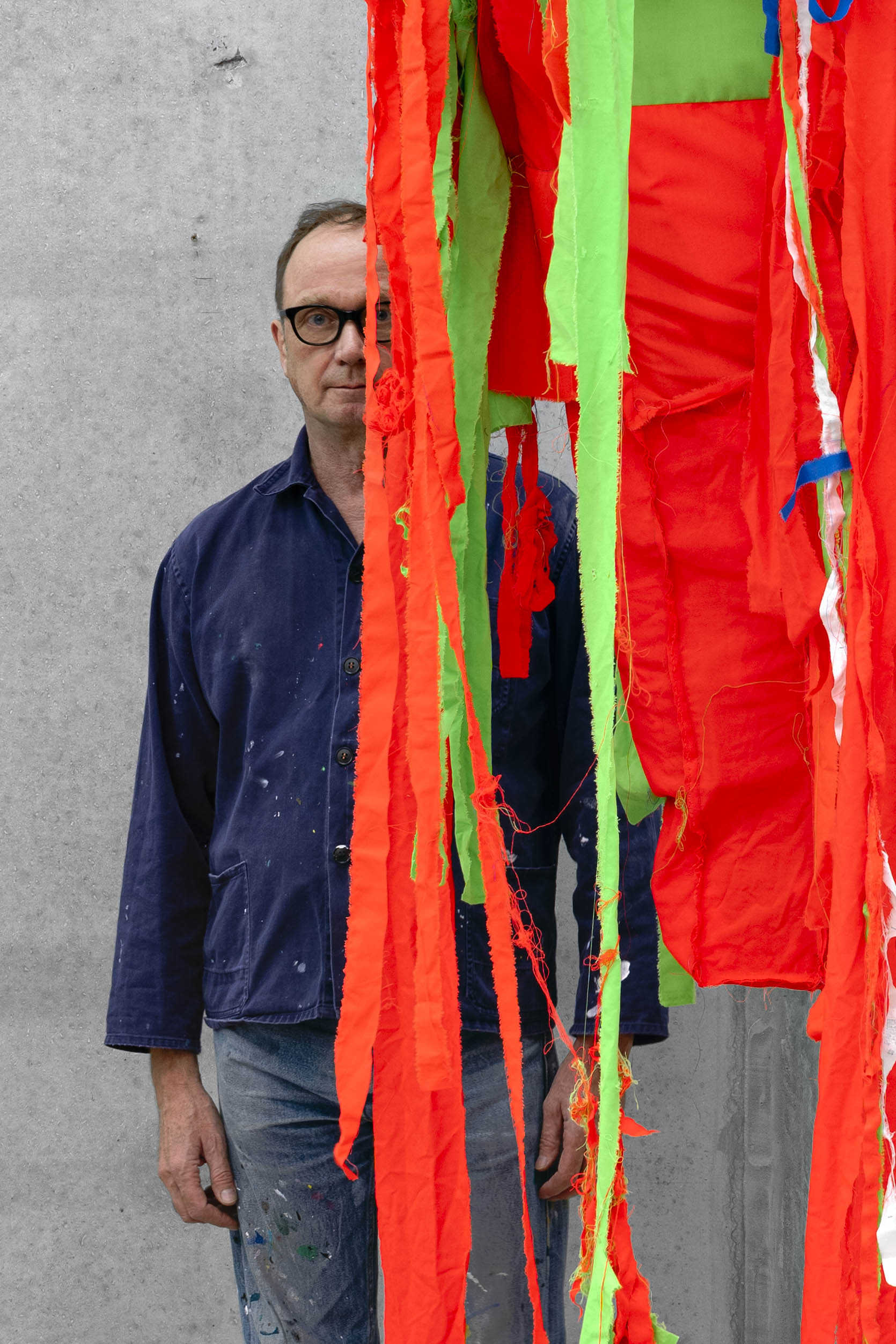
Heimo Zobernig, 2023

Heimo Zobernig (* 30. April 1958 in Mauthen, Kärnten) ist ein österreichischer Künstler; er lebt und arbeitet in Wien.

## Biografie
- 1977–1980 Akademie der bildenden Künste Wien
- 1980–1983 Hochschule für angewandte Kunst Wien
- 1994–1995 Gastprofessur, Hochschule für bildende Künste Hamburg
- 1999–2000 Professur für Bildhauerei, Staatliche Hochschule für Bildende Künste – Städelschule Frankfurt am Main
- 2000–2022 Professur für Bildhauerei, Akademie der bildenden Künste Wien

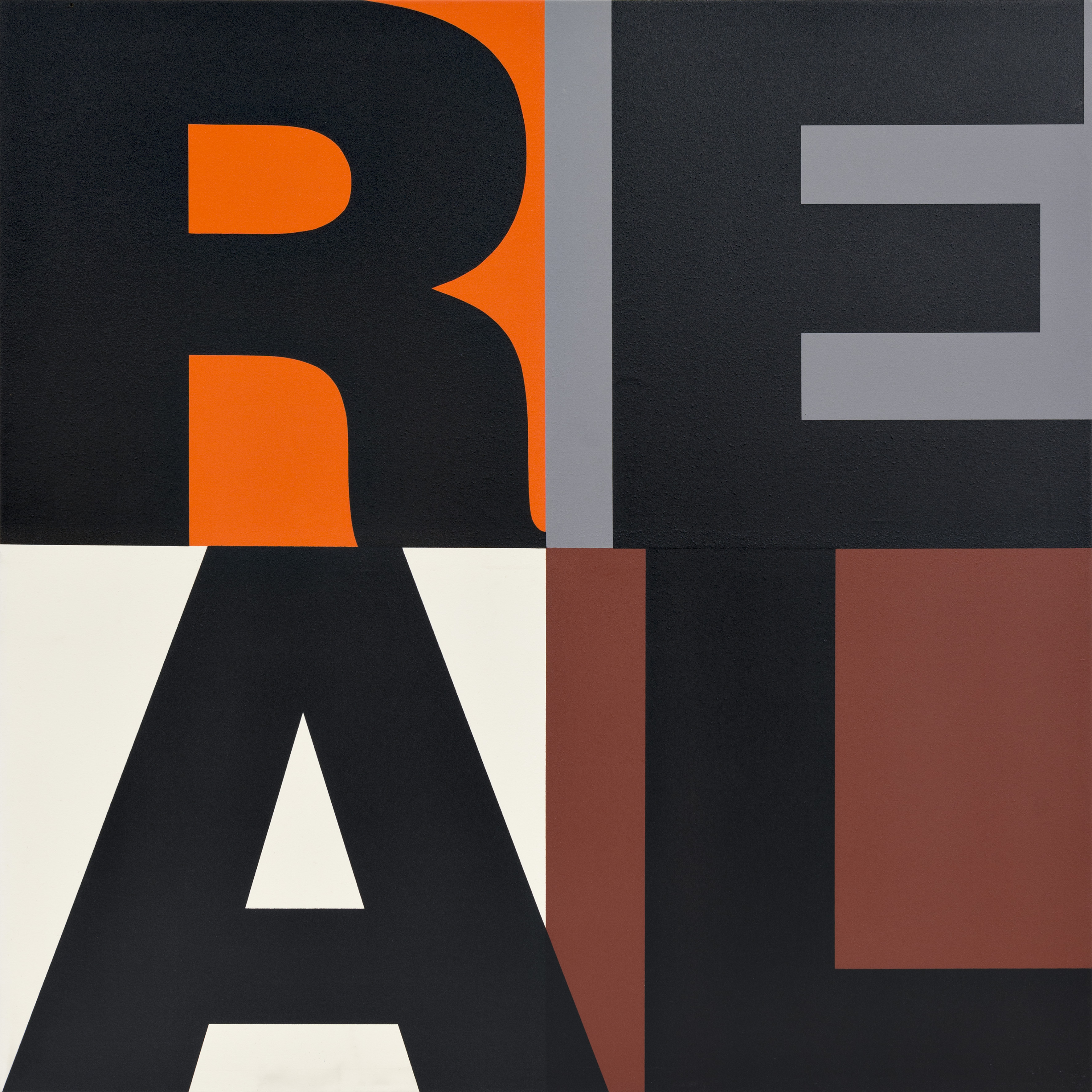
Heimo Zobernig, ohne Titel, 1994

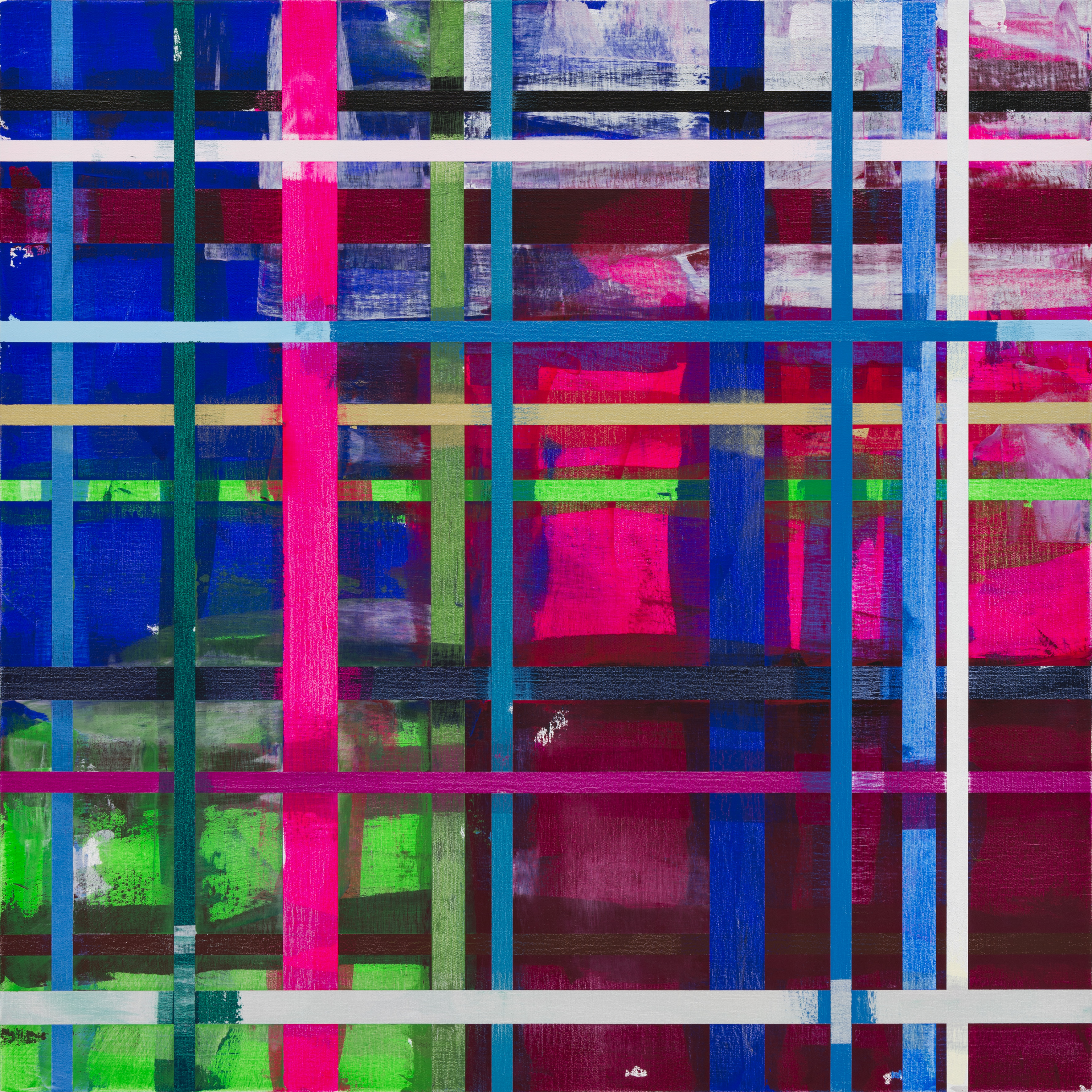
Heimo Zobernig, ohne Titel, 2016

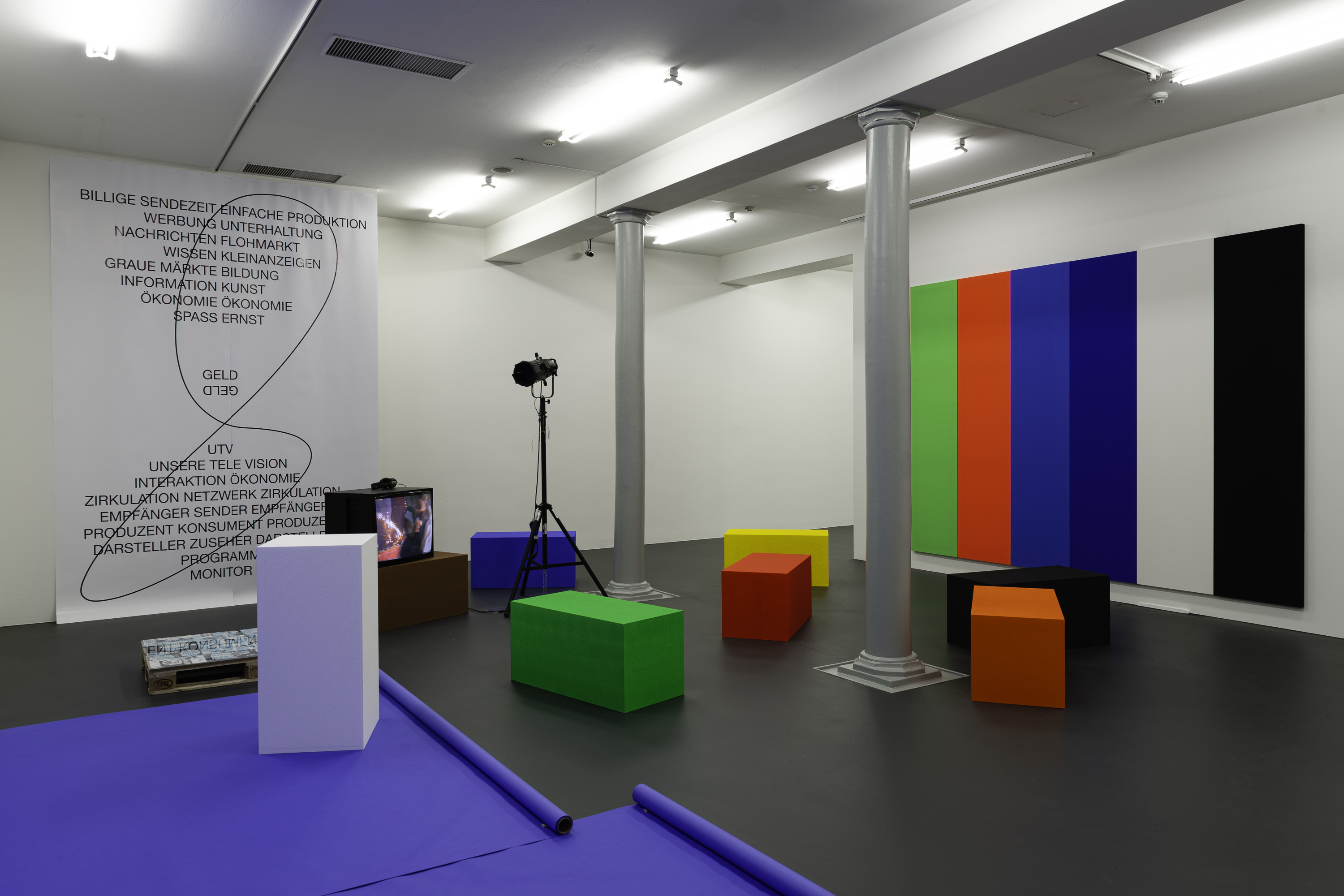
Heimo Zobernig, Ein Fernsehstudio für UTV, 1999

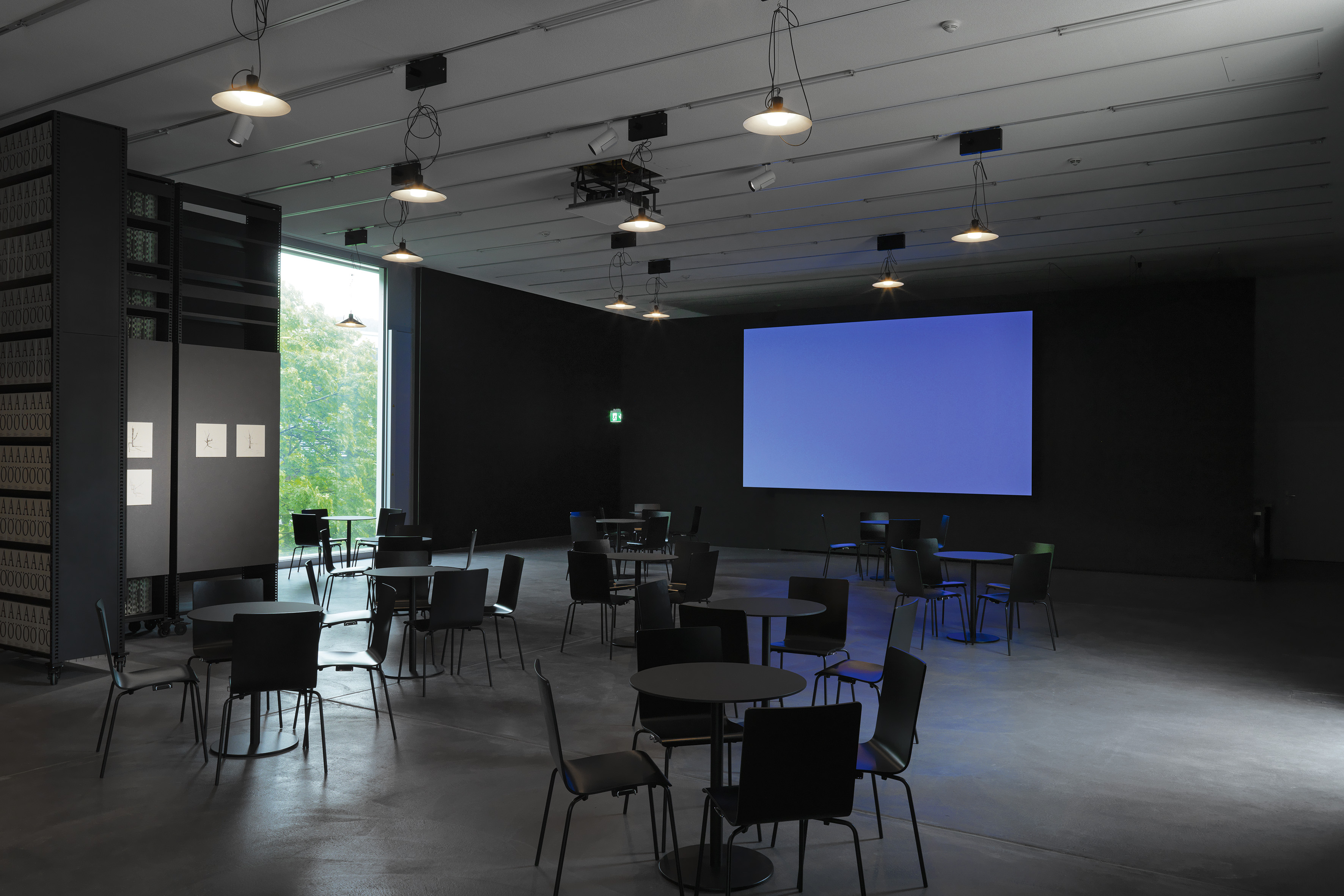
Heimo Zobernig, schwarzescafé, Zürich, 2016

## Werk
Heimo Zobernig arbeitet in vielfältigen Medien – sein Spektrum reicht von Bildhauerei, Installation, Malerei, über Zeichnung, Performance bis zu Video, und architektonischen Eingriffen. Zobernig setzt in den frühen 80er Jahren bei den durch die Moderne entwickelten Positionen der geometrischen Abstraktion an und stellt die Hauptthese der Minimal Art „You get what you see“ (es ist, was man sieht) auf den Kopf. Seine frühen, schwarzen Skulpturen wirken auf den ersten Blick wie schwere industriell gefertigte architektonische Elemente, bei genauem Hinsehen handelt es sich aber um handgearbeitete Kartonskulpturen. Auch weitere bevorzugte Werkstoffe, wie Pressspan, Styropor, Papier und Textil, heben die Objekthaftigkeit des Kunstwerks hervor. Die reduzierte Formensprache setzt sich mit Traditionen des 20. Jahrhunderts wie dem russischen Konstruktivismus, der niederländischen De-Stijl-Bewegung, oder den Zürcher Konkreten auseinander und spiegelt eine „nüchterne, transzendenzlose Sicht auf die Welt“ wieder. Dabei analysiert Zobernig die Bedingungen des Gestaltens mit einer aus den Naturwissenschaften entliehenen Präzision. Typischerweise haben seine Arbeiten keine Titel. Zobernig begreift Kunst als ein Kommunikationssystem, in dem es nicht nur um die Produktion von Werken oder überhaupt von letzten Wahrheiten geht, sondern um die gesellschaftlichen Verhältnisse zwischen Menschen und Dingen. Im Zuge der während der 1990er Jahre zunehmenden Bedeutung von Kunst als gesellschaftlicher Praxis, stattete Zobernig mehrfach Kommunikationsräume, wie Kantinen, Tagungsräume oder Pavillons in Kunstinstitutionen aus. Für die documenta X in Kassel gestaltete er 1997 z. B. die Halle, die für Vorträge und Diskussionen vorgesehen war.
Sein malerisches Werk ist umfangreich und zeigt Monochromie, Raster, Streifen und Schrift. Diese Formaspekte werden von Zobernig wiederkehrend eingesetzt und in unterschiedlichen Variationen kombiniert. Dabei rufen seine Bilder sowohl malerische Verfahren der klassischen Moderne auf, insbesondere konstruktivistische und konkrete Ansätze, und paraphrasieren ihre Fortführung in der Nachkriegsavantgarde bis in die Kunst der Gegenwart.

## Ausstellungen (Auswahl)

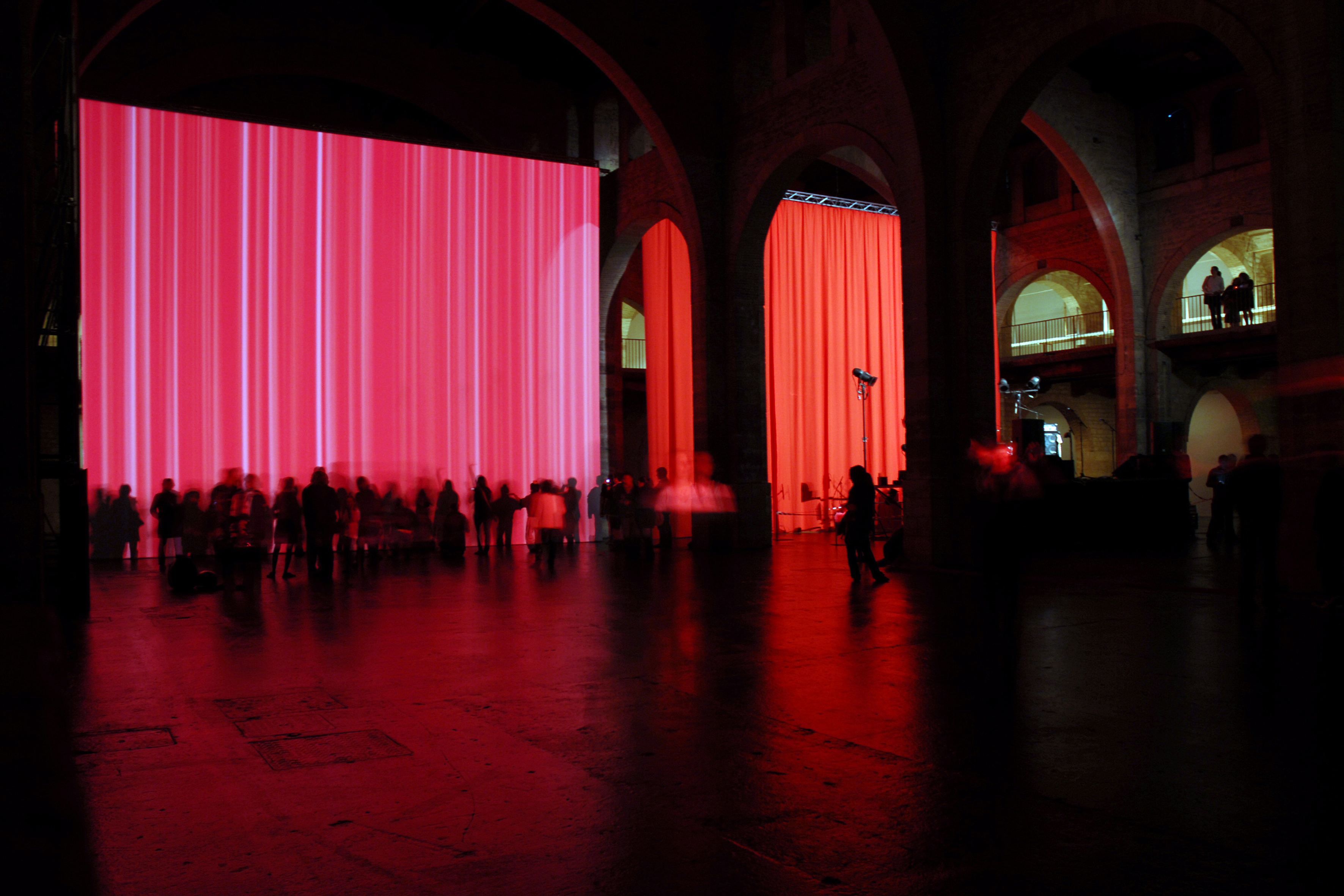
Heimo Zobernig, CAPC, musée d’art contemporain, Bordeaux, 2009

- 1983: Heiner Müller, Quartett, Inszenierung: Horst Zankl, Bühnenbild: Heimo Zobernig
- 1985: Galerie Peter Pakesch, Wien[3]
- 1986: De Sculptura, Messepalast, Wien
- 1986: Sonsbeek ’86, Arnheim[4]
- 1988: Aperto 88, Biennale di Venezia
- 1991: Villa Arson, Nizza
- 1992: documenta 9, Kassel
- 1993: Neue Galerie, Graz[5]
- 1993: Salzburger Kunstverein, Salzburg
- 1994: Kunsthalle Bern
- 1995: Secession, Wien
- 1996: The Renaissance Society at The University of Chicago[6]
- 1997: documenta 10, Kassel
- 1997: Skulptur Projekte Münster[7]
- 2002: mumok, Museum moderner Kunst Stiftung Ludwig Wien
- 2003: Kunsthalle Basel[8]
- 2003: K21, Kunstsammlung Nordrhein-Westfalen, Düsseldorf
- 2004: Biennale of Sydney
- 2005: Kunstverein Braunschweig[9]
- 2006: Artspace Sydney
- 2008: Galleria Civica, Modena[10]
- 2008: Tate St. Ives, Cornwall[11]
- 2008: Künstler im Fokus, Einzelausstellung im MAK Wien[12]
- 2008: deSingel International Arts Centre, Antwerpen[13]
- 2009: Fundação Calouste Gulbenkian, Lissabon[14]
- 2009: CAPC – Musée d’art contemporain de Bordeaux[15]
- 2009: Galerie Sud, Centre Pompidou, Paris
- 2011: Kunsthalle Zürich[16]
- 2011: Heimo Zobernig, Essl Museum – Kunst der Gegenwart, Klosterneuburg/Wien[17]
- 2012: Galerie Johann Widauer, Innsbruck[18]
- 2012: Palacio de Velázquez, Museo Reina Sofia, Madrid[19]
- 2013: Kunsthaus Graz[20]
- 2014: Mudam, Musée d’Art Moderne Grand-Duc Jean, Luxembourg[21]
- 2014: kestnergesellschaft, Hannover
- 2015: Heimo Zobernig: Austrian Pavilion, La Biennale di Venezia 2015, Venedig/Italien[22]
- 2015: Kunsthaus Bregenz[23]
- 2016: Malmö Konsthall, Malmö[24]
- 2016: Museum Ludwig, Köln[25]
- 2017: chess painting, MIT List Visual Arts Center, Cambridge, MA[26]
- 2019: Heimo Zobernig. Piet Mondrian, Albertinum, Dresden[27]
- 2019: Muzeja suvremene umjetnosti Zagreb[28]
- 2021: mumok, Museum moderner Kunst Stiftung Ludwig Wien[29]
- 2021: MARe – Museum of Recent Art, Bukarest[30]
- 2022: Heimo Zobernig: Grafische Arbeiten – Museum der Moderne Salzburg, Rupertinum[31]
- 2022: Galería Juana de Aizpuru, Madrid[32]
- 2022: Galerie Bärbel Grässlin, Frankfurt[33]
- 2022: Galerie Nicolas Krupp, Basel[34]
- 2022: Petzel Gallery, New York[35]
- 2023: Galerie Nagel Draxler, Köln[36]
- 2023: Galerie Chantal Crousel, Paris[37]
- 2024: Galerie Meyer Kainer, Wien[38]
- 2024: Centre d’édition contemporaine Geneva[39]

## Auszeichnungen (Auswahl)
- 1993: Otto-Mauer-Preis
- 2009: Goldenes Verdienstzeichen des Landes Wien[40]
- 2010: Österreichischer Friedrich-Kiesler-Preis für Architektur und Kunst
- 2016: Roswitha-Haftmann-Preis
- 2021: Honorary Doctor at The Faculty of Fine and Performing Arts at Lund University[41]

## Hörspiel
- Otium, nach dem gleichnamigen Künstlerbuch von Franz West, von Oliver Augst mit Rüdiger Carl und Heimo Zobernig, ORF 2017. 2018 erschienen als LP bei Koenig Books London. Hrsg. von Astrid Ihle. Text von Benedikt Ledebur. Konzept u. Gestaltung: Heimo Zobernig. Schuber mit einer Schallplatte in Hülle & 2 Booklets (12 S. & 32 S.) – Text in dt. & engl. Sprache.